# Liponeura edwardsi
Liponeura edwardsi is een muggensoort uit de familie van de Blephariceridae. De wetenschappelijke naam van de soort is voor het eerst geldig gepubliceerd in 1930 door Bischoff.